# XI Mostra de Cinema Llatinoamericà de Lleida
La XI Mostra de Cinema Llatinoamericà de Lleida va tenir lloc a Lleida entre l'1 i el 9 d'abril de 2005. Fou organitzada pel Centre Llatinoamericà de Lleida amb el suport del Patronat de Turisme de la Paeria de Lleida i la col·laboració de la Fundació "la Caixa", la Universitat de Lleida, l'Instituto de Cooperación Iberoamericana, el Ministeri d'Assumptes Socials d'Espanya, la Casa de América i l'Institut Català de Cooperació Iberoamericana. La inauguració i clausura es van celebrar al Teatre Principal de Lleida i les exhibicions a l'Espai Funatic, a la Universitat de Lleida, al Cafè del Teatre de l'Escorxador i al River Cafè. En aquesta edició es va crear el premi Ángel Fernández-Santos, que reconeix l'espai periodístic o persona que hagi desenvolupat una tasca de qualitat destinada a difondre i popularitzar el món cinematogràfic.
Es van mostrar 96 llargmetratges, d'ells 11 de la selecció oficial, 15 curtmetratges i documentals realitzats per alumnes d'escoles de cinema llatinoamericanes, sis pel·lícules del cicle dedicat a El Santo i cinc pel·lícules dels germans Fernando, David i Javier Trueba. També es van entregar guardons a Enrique González Macho i de manera pòstuma a l'actor Agustín González Martínez.

## Pel·lícules exhibides

### Selecció oficial
- Perder es cuestión de método de Sergio Cabrera
- Buenos Aires 100 kilómetros de Pablo José Meza
- No sos vos, soy yo de Juan Taratuto
- Cama adentro de Jorge Gaggero
- Whisky Romeo Zulu d'Enrique Piñeyro
- Caribe d'Esteban Ramírez Jiménez
- El rey de José Antonio Dorado Zúñiga /
- La casa de enfrente de Elías Jiménez Trachtenberg /
- Familia rodante de Pablo Trapero
- La sombra del caminante de Ciro Guerra
- Mala leche de León Errázuriz
- Un año sin amor d'Anahí Berneri

### Homenatge aEl Santo
- Santo contra las mujeres vampiro (1962) d'Alfonso Corona Blake[4]
- Santo en el museo de cera (1963) d'Alfonso Corona Blake
- Santo, el Enmascarado de Plata vs. la invasión de los marcianos (1966) d'Alfredo B. Crevenna

## Activitats paral·leles
- Exposició Los olvidados, amb la col·laboració del Centre Buñuel de Calanda
- Cicle "Valiente mundo nuevo" sobre la nova narrativa llatinoamericana, amb la participació dels escriptors Sergio Ramírez Mercado, Juan Villoro, Jacinta Escudos, Alberto Fuguet, Eduardo Halfon, María Moreno, Edmundo Paz Soldán i Fabrizio Mejía Madrid.

## Jurat
El jurat d'aquesta secció era compost per les actrius Tatiana Astengo, Paulina Gálvez i Rosana Pastor, el filòsof Javier Sádaba i del director de teatre Mario Gas.

## Premis
Els premis atorgats en aquesta edició foren:
| Categoria                    | Premiat                     | Treball                     |
| ---------------------------- | --------------------------- | --------------------------- |
| Premi de l'Audiència         | No sos vos, soy yo          | Juan Taratuto               |
| Millor pel·lícula            | Buenos Aires 100 kilómetros | Pablo José Meza             |
| Millor director              | Enrique Piñeyro             | Whisky Romeo Zulu           |
| Millor opera prima           | No sos vos, soy yo          | Juan Taratuto               |
| Millor actor                 | Diego Peretti               | No sos vos, soy yo          |
| Millor actriu                | Norma Aleandro              | Cama adentro                |
| Millor guió                  | Pablo José Meza             | Buenos Aires 100 kilómetros |
| Millor documental            | Paraules veritables         | Ricardo Antonio Casas       |
| Millor curtmetratge          | Las viandas                 | José Antonio Bonet          |
| Premi Ángel Fernández-Santos | Antonio Gasset Dubois       |                             |